# Pipa's
Pipa's (Pipa) zijn een geslacht van kikkers uit de familie tongloze kikkers (Pipidae). De groep werd voor het eerst wetenschappelijk beschreven door Josephus Nicolaus Laurenti in 1768. Later werd de wetenschappelijke naam Piparius gebruikt.

## Verspreiding en leefgebied
Er zijn zeven soorten die voorkomen in noordelijk Zuid-Amerika en Panama in Midden-Amerika.

## Taxonomie
Geslacht Pipa
- Soort Pipa arrabali
- Soort Pipa aspera
- Soort Pipa carvalhoi
- Soort Pipa myersi
- Soort Pipa parva
- Soort Pipa pipa – Pipa
- Soort Pipa snethlageae

De volgende soort(en) behoren ook tot het geslacht Pipa maar zijn uitgestorven.
- Soort Pipa verrucosa†